# Quadrangle Debussy
El quadrangle Debussy (identificat amb el codi H-14) és un dels 15 quadrangles definits per la cartografia de Mercuri aprovats per la Unió Astronòmica Internacional. Això inclou la porció de la superfície de Mercuri situat en latitud d'entre 21° S i 66° S, i longitud entre 270° i 360° W.
El cràter Debussy és l'estructura geològica situada a l'interior del quadrangle elegida com a epònim d'aquest quadrangle. Aquest nom va ser adoptat en 2011 després que la missió MESSENGER fes disponibles suficients imatges d'aquesta part de la superfície de Mercuri. No es va assignar abans d'aquest moment, ja que era un dels sis quadrangles que no van ser mapejats quan el Mariner 10 va fer els seus sobrevols el 1974 i 1975. Abans de la missió del MESSENGER el quadrangle s'anomenava Cyllene, el nom de la característica d'albedo homònima que havia estat identificada històricament en aquesta porció de la superfície.
|                                                                                                |
| La característica d'albedo Cyllene en un mapa de Mercuri anterior a l'exploració del MESSENGER |